# Little Things (Jorja Smith)
Little Things è un singolo della cantante britannica Jorja Smith, pubblicato l'11 maggio 2023 come secondo estratto dal secondo album in studio Falling or Flying. 

## Descrizione
Il singolo contiene un campionamento del brano Gypsy Woman (She's Homeless) di Crystal Waters.

## Classifiche

### Classifiche settimanali
| Classifica (2023) | Posizione massima |
| ----------------- | ----------------- |
| Irlanda           | 20                |
| Regno Unito       | 11                |

### Classifiche di fine anno
| Classifica (2023) | Posizione |
| ----------------- | --------- |
| Regno Unito       | 89        |

## Date di pubblicazione
| Paese  | Data           | Formato                          | Nota  |
| ------ | -------------- | -------------------------------- | ----- |
| Mondo  | 11 maggio 2023 | 7", download digitale, streaming | [ 6 ] |
| Italia | 12 maggio 2023 | Contemporary hit radio           | [ 7 ] |